# 馬場由美子
馬場 由美子（ばば ゆみこ　1984年8月22日 - ）は、日本の女子プロゴルファー。
福岡県八女市出身。血液型O型。2002年（平成14年）、久留米信愛女学院高等学校1年在学時に第46回全国高等学校ゴルフ選手権大会に出場、女子の部で7位。2年で九州高等学校ゴルフ選手権優勝。3年で九州ジュニアジャパンカップ優勝。
2005年（平成17年）にプロテスト合格。姉の馬場ゆかりも女子プロゴルファーである。